# Distretto di Clutha
Il distretto di Clutha è un'autorità territoriale della Nuova Zelanda che si trova entro i confini della regione di Otago, nell'Isola del Sud. La sede del Consiglio distrettuale si trova nella città di Balclutha. Si tratta del più meridionale dei cinque distretti che fanno parte della regione di Otago, ragion per cui è conosciuto anche col nome di Distretto di South Otago.

## Storia
Abitata fin da tempi antichi da popolazioni maori, l'area del Distretto di Clutha venne colonizzato a metà del XIX secolo da immigranti provenienti dalla Scozia. Come il resto dell'Isola del Sud, anche qui i primi territori vennero acquistati per somme bassissime dagli originari proprietari maori. Come segno di riparazione per questo fatto (secondo alcuni una vera e propria confisca), il governo neozelandese ha donato alla principale tribù maori della zona un vasto terreno in cui costruire un proprio insediamento.
Nel corso degli anni '60 del XIX secolo il Distretto ebbe uno sviluppo tumultuoso, dovuto alla corsa all'oro scoppiata nei pressi della città di Lawrence. Pochi anni dopo iniziò una seconda ondata di sviluppo economico, dovuta alla scoperta del carbone nei pressi di Kaitangata. Qui si verificò anche il peggior disastro della regione, quando nel 1879 ci fu un'esplosione nella locale miniera.
Recentemente l'economia del Distretto si basa sull'allevamento di pecore e cervi, sulla lavorazione di lana e latte e sull'industria del legname. Negli ultimi anni si sta sviluppando anche l'industria del turismo e dei servizi ad esso collegati.

## Geografia fisica
Il territorio del Distretto è caratterizzato da tre diverse zone: a sud c'è una parte boscosa, con ampie foreste e una frastagliata costa sull'Oceano Pacifico; a nord il paesaggio è tipicamente collinare; fra questi due si trovano ampie pianure alluvionali, create dai numerosi fiumi che scendono dalla catena montuosa delle Alpi meridionali verso la costa. Questa è la parte più popolata del distretto, mentre il resto del territorio paga l'isolamento geografico e la mancanza di un porto commerciale di dimensioni adeguate.
Tra i fiumi che attraversano il Distretto, da notare sono il Clutha (il secondo più lungo della Nuova Zelanda, con 340 chilometri) e il Taieri, il quarto più lungo fiume neozelandese.

## Popolazione
Il capoluogo, Balclutha (che si trova 80 chilometri a sud di Dunedin), è la città più popolosa del Distretto con poco più di 4 000 abitanti. Il nome deriva da un'espressione scozzese che significa "città sulle rive del Clutha". Altri centri sono Milton (1.900 abitanti), Kaitangata (800), Lawrence (500), Clinton (300) e Owaka (350).
Gli abitanti del Distretto di Clutha hanno un accento decisamente diverso da quello del resto della popolazione neozelandese, con chiaro riferimento alle origini scozzesi dei suoi abitanti. Essi sono ritenuti dai neozelandesi caldi e accoglienti, ma paradossalmente diffidenti nei confronti dei forestieri.